# Ambitious! 野心的でいいじゃん
『Ambitious! 野心的でいいじゃん』（アンビシャス! やしんてきでいいじゃん）は、モーニング娘。30枚目のシングル。2006年6月21日に発売された。

## 概要
紺野あさ美、小川麻琴が参加した最後のシングル。初回限定盤のジャケットは表題曲のセンター・メインボーカルを務める田中れいなのアップとなっている。
通常盤と初回限定盤があり、初回限定盤には下記2大特典がある。
- メンバー1人1人が大写しになった差し替えジャケット（メンバー全員分封入）
- 2006年5月6日さいたまスーパーアリーナでの昼公演ライブ映像、メンバーのインタビューを収録したスペシャルDVD
  1. SEXY BOY 〜そよ風に寄り添って〜
  2. 青空がいつまでも続くような未来であれ!
  3. メンバーコメント

モーニング娘。のシングルで初のCD+DVDの2枚組仕様で発売された。

## 収録曲
全作曲：つんく
1. Ambitious! 野心的でいいじゃん
作詞：つんく、編曲：湯浅公一
センターは田中れいな。メインボーカルは田中れいな、高橋愛、藤本美貴、亀井絵里。
2. わたしがついてる。
作詞：木村信司、編曲：鈴木俊介
『リボンの騎士ザ・ミュージカル』演出家を務めた木村信司が作詞を担当。つんく♂以外作詞のモーニング娘。楽曲は非常に珍しいとされる一曲。
3. Ambitious! 野心的でいいじゃん（Instrumental）

## 参加メンバー
- 4期：吉澤ひとみ
- 5期：高橋愛、紺野あさ美、小川麻琴、新垣里沙
- 6期：藤本美貴、亀井絵里、道重さゆみ、田中れいな
- 7期：久住小春

## 参加ミュージシャン
- 湯浅公一 - プログラミング(1)
- こーじ - ギター(1)
- 竹内浩明 - コーラス(1)
- 鈴木俊介 - プログラミング&ギター(2)
- CHINO - コーラス(2)

## 収録アルバム
- SEXY 8 BEAT
- モーニング娘。 ALL SINGLES COMPLETE 〜10th ANNIVERSARY〜